# Alcis decoloraria
Alcis decoloraria là một loài bướm đêm trong họ Geometridae.